# Хоффман, Тимо
Тимо Хоффман (нем. Timo Hoffmann; 25 сентября 1974 г., Айслебен, ГДР) — немецкий боксёр-профессионал, выступавший в тяжёлой весовой категории. Чемпион мира по интерконтинентальной версии IBF (2002—2003, 2005 гг.), чемпион мира по интерконтинентальной версии WBO (2003—2004 гг.), интернациональный чемпион Германии (2002—2004 гг.), чемпион Германии по версии BDB (1999—2001 гг.) в тяжелом весе. Рост — 202 см. Боевой вес — 115 кг. В любительских соревнованиях провел 86 боёв, становился чемпионом Германии (ГДР) в юниорской и молодёжной возрастных группах, а также призёром молодёжных первенств мира и Европы. Во взрослых международных состязаниях серьёзных успехов не добивался.

## Любительская карьера
Хоффман начал заниматься боксом в возрасте 13 лет. В 1990 и 1992 годах он становился чемпионом ГДР среди юниоров. В 1992 году Хоффман завоевал серебряную медаль на юниорском чемпионате Европы в Эдинбурге (Шотландия) и бронзовую медаль на юниорском чемпионате мира в Монреале (Канада). В 1995 и 1996 годах он становился победителем чемпионата Германии среди взрослых в супертяжёлом весе (свыше 91 кг). Всего на любительском ринге Хоффман провёл 86 официальных поединков. Его тренерами в любительском боксе были Дитлеф Шульц, Зигфрид Вогельрейтер и Ханс-Юрген Вайт.

## Профессиональная карьера
Не получив возможности выступить на Олимпиаде-1996 в Атланте, в начале 1997 года Хоффман подписал контракт с крупной промоутерской компанией Вильфрида Зауэрланда "Sauerland Event", а его наставником стал основной тренер этой немецкой "конюшни" Улли Вагнер.
Официальной датой дебюта Хоффмана на профессиональном ринге считается 13 апреля 1997 года. Однако, ещё будучи любителем, Тимо провел в 1993-м один бой по правилам профессионального бокса, нокаутировав в нём своего соперника, и результат данного поединка отражен в послужном списке немецкого бойца. На момент официального дебюта Хоффману было 22 года, большинство боёв с участием данного боксёра прошли в Германии. К сильным сторонам Тимо следует причислить его уникальную стойкость, выражающуюся в умении выдерживать сколь угодно мощные «выстрелы» соперника, качественный, хотя и технически небезупречный, джеб, хороший удар справа и способность четко защищаться посредством блока. Но, при этом, солидные габариты Хоффмана не добавляли ему подвижности и координированности, а вызванные недостаточным техническим оснащением боксёра прямолинейность и предсказуемость в боях и не слишком трепетное отношение к тренировочному процессу подчас становились главной причиной поражений на профессиональном ринге.

### 1997—1999 годы
За данный период карьеры немецкий тяжеловес пополнил свой послужной список изрядной порцией побед. Проведя с апреля 1997-го по декабрь 1998-го 14 боёв, Тимо выиграл все без исключения, причем более половины из них завершил досрочно. В данных поединках дравшийся под эгидой известного немецкого промоутера Вилфреда Зауэрланда Хоффман не испытывал особых трудностей. Уверенно работая джебом, он устанавливал удобную для себя дистанцию боя и, как правило, принимался бомбардировать соперников точными ударами с обеих рук. В итоге даже те оппоненты, на которых попадания Тимо не производили серьёзного впечатления, не имели оснований после финального гонга оспаривать судейские вердикты в его пользу.
В 1999 году Хоффман выходил на ринг четырежды. Одолев по очкам стойкого француза Антуана Палати и нокаутировав двух откровенно слабых бойцов, Тимо добился права сразиться за звание сильнейшего профессионального боксёраГермании по версии BDB. Поединок состоялся в ноябре, а соперником Хоффмана стал его опытнейший соотечественник Марио Шиссер.

#### 27 ноября 1999 годаТимо Хоффман —Марио Шиссер
- Место проведения:  «Филипс Халле», Дюссельдорф, Северный Рейн — Вестфалия, Германия
- Результат: Победа Хоффмана нокаутом в пятом раунде двенадцатираундового боя
- Статус: Бой за звание чемпиона Германии по версии BDB
- Вес: Хоффман — 113,4 кг; Шиссер — 100,2 кг

На данный бой Тимо выходил в качестве безусловного фаворита. Защищавший титул BDB Шиссер считался в середине 90-х одним из сильнейших профессиональных боксёров Германии, но его солидный возраст (35 лет) и более чем годичный простой в преддверии данного поединка, вызванный тяжелым поражением от Виталия Кличко в октябре 1998-го, не добавляли оптимизма поклонникам таланта Марио. К тому же Хоффман, несколько уступая сопернику в подвижности, значительно превосходил того по части ударной мощи. В бою Шиссер поначалу воспринимал акцентированные атаки Тимо стоически, но при этом попадания оппонента заставили его полностью забыть о контратакующих действиях. Постепенно силы чемпиона сошли на нет, и в пятом раунде Хоффман поставил эффектную точку, нокаутировав соотечественника и завоевав первый в своей карьере чемпионский пояс.

### 2000—2001 годы
В начале 2000 года немецкий боксёр уверенно разобрался с двумя возрастными и не слишком умелыми представителями США Эвереттом Мартином и Джимми Хейнсом, а в мае предпринял попытку завоевать ещё один титул. Правда, оспариваемый им пояс интернационального чемпиона Германии на протяжении без малого трех лет являлся безраздельной собственностью Вилли Фишера, опытного, стойкого и достаточно техничного соотечественника Тимо. Разумеется, в данном бою Хоффман также бросал на кон свой «национальный» титул по версии BDB; к тому же поединку присваивался статус отборочного в битве за пояс куда более высокого порядка — победитель получал право сразиться за звание чемпиона Европы.

#### 6 мая 2000 годаТимо Хоффман —Вилли Фишер
- Место проведения:  «Балльспортхалле», Франкфурт, Гессен, Германия
- Результат: Победа Хоффмана по очкам единогласным решением судей в двенадцатираундовом бою
- Статус: Бой за звание чемпиона Германии по версии BDB, бой за звание интернационального чемпиона Германии, отборочный поединок к титульному бою за звание чемпиона Европы по версии EBU
- Рефери: Боб Лоджист
- Счет судей: Дэниэл Тэйлон (116—112, Хоффман), Хайнрих Мумерт (116—112, Хоффман), Курт Штроер (116—113, Хоффман)

В этом поединке Хоффман столкнулся с определенными трудностями, поскольку более техничный Вилли часто находил управу и на его джеб, и на его удар справа, и в дополнение к этому действенно атаковал сам. Если в бою на дальней дистанции Тимо сполна пользовался преимуществом в длине рук и регулярно выигрывал завязывавшуюся «перестрелку», то при уменьшении расстояния между бойцами Фишеру часто удавалось навязать оппоненту свою волю. Но в целом Хоффман все же смотрелся выгоднее — в частности, он нанес большее количество акцентированных ударов и уверенно удержал добытое преимущество в концовке поединка. Таким образом, единогласное судейское решение в пользу Тимо выглядело логичным и закономерным.
Победа над Фишером сделала Хоффмана официальным претендентом на титул чемпиона Европы, который в то время принадлежал украинскому боксёру Владимиру Кличко. Но сам Владимир предпочел защите малопрестижного пояса рейтинговые бои с популярными бойцами-тяжеловесами, а Тимо был вынужден терпеливо дожидаться соперника. Определенность наступила в августе 2000-го, когда Европейский боксерский союз объявил, что в борьбе за учрежденный им вакантный титул сойдутся Хоффман и старший брат Владимира Кличко Виталий.

#### 25 ноября 2000 годаТимо Хоффман —Виталий Кличко
- Место проведения:  «Пройссаг Арена», Ганновер, Нижняя Саксония, Германия
- Результат: Победа Кличко по очкам единогласным решением судей в двенадцатираундовом бою
- Статус: Бой за звание чемпиона Европы по версии EBU.
- Рефери: Ричард Джеймс Дэвис
- Счет судей: Антонио Пасамар (119—109, Кличко), Курт Штроер (120—108, Кличко), Аксель Цилке (120—108, Кличко).
- Вес: Хоффман — 114,8 кг; Кличко — 112,8 кг

В данном бою у Хоффмана, по мнению подавляющего большинства болельщиков и специалистов, не было ни единого шанса на победу. Вернувшийся на ринг после восьмимесячного перерыва, вызванного лечением тяжелой травмы левого плеча, Виталий Кличко значительно превосходил Тимо во всех аспектах боксёрского мастерства, что полностью подтвердил ход поединка. Украинец с первого же раунда обрушил на Хоффмана град ударов. Защита немецкого боксёра трещала по всем швам, однако Тимо упорно не желал отправляться на настил ринга. Мало того, он даже пытался контратаковать, несколько раз достав Виталия своими ударами. Но всё-таки число удачных эпизодов в исполнении Хоффмана не шло ни в какое сравнение с количеством точных попаданий, «обеспеченных» ему Кличко. Немец выстоял лишь благодаря своей выносливости и поистине непробиваемой, «дубовой» челюсти, проиграв по очкам с разгромным счётом и не сумев, таким образом, завоевать почетное звание чемпиона Европы.
Поражение от Виталия Кличко явно не добавило Хоффману положительных эмоций. Но своё вполне законное желание реабилитироваться за неудачу боксёр отчего-то не торопился подкреплять кропотливой тренировочной работой, а потому в феврале 2001 года вышел на бой против британца Майкла Спротта далеко не в оптимальной физической форме. Вообще согласие Тимо на участие в данном поединке со стороны выглядело не совсем взвешенным шагом. Бой «на чужом поле», в Лондоне, с не хватающим звёзд с неба, но достаточно техничным и быстрым соперником и с учётом лояльного отношения к соотечественникам тамошних судей отнюдь не обещал оказаться для немца легкой прогулкой. Да он таковой и не стал — под гнетом лишних килограммов Хоффман откровенно не успевал за оппонентом, а надежда Тимо на удачный разовый удар с каждым раундом становилась всё более призрачной вследствие подвижности Спротта и его умения грамотно защищаться корпусом. Британец же, в свою очередь, сумел подобрать ключи к высокорослому сопернику, досаждая тому кроссами и продуктивными атаками по туловищу. В итоге Хоффман потерпел второе поражение на профессиональном ринге, уступив в восьмираундовом поединке по очкам.
Однако уже через месяц промоутер Тимо Вилфред Зауэрланд организовал для него реванш со Спроттом в Германии. Хоффман извлек определенные уроки из досадного поражения. Он сумел привести в относительный порядок свои физические кондиции, а в бою изо всех сил стремился удерживать британского боксёра «на джебе», лучше двигаться и наносить более быстрые удары. В целом поединок получился равным, но судьи предпочли не расстраивать «родного» бойца и единодушно посчитали, что Хоффман заслужил победу.
После выигрыша у Спротта Тимо не выходил на ринг на протяжении более чем восьми месяцев. 1 декабря 2001-го в Дортмунде он остановил в первом же раунде американского тяжеловеса Троя Вейду, завершив противоречивый год на мажорной ноте.

### 2002—2004 годы
В 2002 году внимание Хоффмана было сосредоточено, главным образом, на борьбе за титул интерконтинентального чемпиона мира по версии IBF. В марте он вышел на бой за означенный пояс с не имевшим на тот момент поражений на профессиональном ринге уроженцем Махачкалы Зауром Абдулгамидовым, более известным в боксёрском мире под именем Балу Зауэр. Соперник Хоффмана завоевал в конце 2001-го добровольно оставленный Тимо титул интернационального чемпиона Германии и теперь горел желанием прибавить к нему более престижный трофей.

#### 16 марта 2002 годаТимо Хоффман —Балу Зауэр
- Место проведения:  «Борделандхалле», Магдебург, Саксония-Анхальт, Германия
- Результат: Победа Хоффмана техническим нокаутом в седьмом раунде двенадцатираундового боя
- Статус: Бой за звание интерконтинентального чемпиона мира по версии IBF, бой за звание интернационального чемпиона Германии
- Рефери: Арно Покрандт
- Вес: Хоффман — 119,5 кг; Зауэр — 112,8 кг

Для победы в данном бою Хоффману не пришлось прикладывать сверхусилий, хотя утверждать, что она (победа) далась ему легко, также будет неверным. В любом случае Тимо использовал свои сильные стороны лучше, нежели соперник. Удерживая Зауэра на удобной для себя дистанции и качественнее, нежели Балу, работая ударной рукой, Хоффман сумел в седьмом раунде провести атаку, которая стала решающей. Рефери в ринге Арно Покрандт счел должным зафиксировать победу Тимо техническим нокаутом, принесшую боксёру звание интерконтинентального чемпиона мира по версии IBF. Впоследствии Хоффман дважды подтверждал своё право на владение поясом этой организации.

#### 1 июня 2002 годаТимо Хоффман —Росс Пьюритти
- Место проведения:  «Нюрнберг Арена», Нюрнберг, Бавария, Германия
- Результат: Победа Хоффмана по очкам единогласным решением судей в двенадцатираундовом бою
- Статус: Бой за звание интерконтинентального чемпиона мира по версии IBF
- Рефери: Хайнрих Мумерт
- Счет судей: 119—109, Хоффман, 117—111, Хоффман, 115—113, Хоффман
- Вес: Хоффман — 118,8 кг; Пьюритти — 119,8 кг

Первую защиту завоёванного титула Хоффман провел в Нюрнберге против популярного американского джорнимена Росса Пьюритти. Тимо выглядел не слишком убедительно, производя в ринге минимальное количество активных действий. Правда, и соперник, объективно уступавший немцу в технической оснащенности, не демонстрировал искромётного бокса. В итоге Хоффман достаточно уверенно переиграл крепкого Пьюритти по очкам, сохранив за собой чемпионский пояс.

#### 28 сентября 2002 годаТимо Хоффман —Дикки Райан
- Место проведения:  «Штадтхалле», Цвиккау, Саксония, Германия
- Результат: Победа Хоффмана техническим нокаутом в восьмом раунде двенадцатираундового боя
- Статус: Бой за звание интерконтинентального чемпиона мира по версии IBF
- Вес: Хоффман — 123,0 кг; Райан — 107,0 кг

Спустя четыре месяца Хоффман «защитился» вторично, выиграв техническим нокаутом у американца Дикки Райана, известного, главным образом, благодаря своему бою с Виталием Кличко. Кроме того, Райан стал первым, кто испортил безупречный послужной список датского тяжеловеса Брайана Нильсена, обладателя победной серии, состоявшей на момент их встречи из 49 выигранных поединков подряд. По ходу боя Хоффман успешно пресекал попытки соперника прорываться на ближнюю дистанцию и клинчевать, встречая его джебом и сдвоенными ударами левой-правой. В восьмом раунде поединка Райан прекратил сопротивление.
Претендентов на принадлежавший немецкому боксёру пояс не находилось достаточно долго. Свой следующий бой Тимо провел в марте 2003 года, нокаутировав в нём американца Дона Стила, но данный поединок не носил статуса титульного. В конечном счете, в третий раз защищать звание интерконтинентального чемпиона мира по версии IBF Хоффману пришлось 31 мая, в бою против весьма умелого и опасного соперника — британца Генри Акинванде.

#### 31 мая 2003 годаТимо Хоффман —Генри Акинванде
- Место проведения:  «Бранденбург Халле», Франкфурт, Бранденбург, Германия
- Результат: Победа Акинванде разделенным решением судей в двенадцатираундовом бою
- Статус: Бой за звание интерконтинентального чемпиона мира по версии IBF
- Рефери: Бит Хаусаман
- Счет судей: Берит Андреасен (117—111, Акинванде), Хельмут Васен-Даум (116—114, Акинванде), Хайнрих Мумерт (116—114, Хоффман).
- Вес: Хоффман — 118,0 кг; Акинванде — 112,3 кг

Первые же раунды показали, что Хоффману предстоит крайне тяжелый бой. Не уступавший сопернику в росте и длине рук Акинванде быстрее двигался и бил, на порядок разнообразнее действовал в атаке, а в опасных ситуациях с присущей ему пластичностью уходил от ударов Тимо и привычно связывал того в клинче. На фоне британца Хоффман выглядел излишне прямолинейным и предсказуемым, что, впрочем, не мешало ему периодически доставать оппонента джебом и точно попадать справа. И всё же во второй половине поединка преимущество Акинванде обозначилось настолько наглядно, что вопрос о победителе боя можно было считать риторическим. Тем удивительнее прозвучал вердикт одного из судей, выставившего очки в пользу Хоффмана. Однако двое других воздали должное справедливости и отдали победу британскому боксёру. Таким образом, Тимо потерпел третье поражение в профессиональной карьере и потерял титул интерконтинентального чемпиона мира по версии IBF, заодно утратив свой статус перспективного тяжеловеса.
Однако уже в конце 2003 года Хоффману представилась возможность сразиться за пояс интернационального чемпиона мира по версии WBO. Его тогдашний обладатель, канадский тяжеловес Кирк Джонсон, предпочел защите второстепенного титула отборочный поединок к чемпионскому бою под эгидой WBC. Образовавшуюся нишу совместно с Хоффманом заполнил представитель США Зури Лоуренс.

#### 22 ноября 2003 годаТимо Хоффман —Зури Лоуренс
- Место проведения:  «Эрдгаз Арена», Риса, Саксония, Германия
- Результат: Победа Хоффмана по очкам единогласным решением судей в двенадцатираундовом бою
- Статус: Бой за звание интерконтинентального чемпиона мира по версии WBO
- Счет судей: 118—109, Хоффман, 118—109, Хоффман, 119—108, Хоффман
- Вес: Хоффман — 113,3 кг; Лоуренс — 109,2 кг

С крепким и достаточно квалифицированным бойцом Лоуренсом Тимо расправился уверенно. Уровень технического оснащения американца оказался недостаточным для претворения в жизнь методов борьбы с длинноруким высокорослым соперником. В итоге боксёры провели на ринге все двенадцать запланированных раундов, но в подавляющем большинстве из них Хоффман выглядел сильнее, что и отразили судейские записки.
Став интерконтинентальным чемпионом мира по версии WBO, Тимо через три месяца успешно защитил свой титул в поединке с не слишком умелым, но широко известным в боксерском мире американским тяжеловесом Кори Сандерсом.

#### 28 февраля 2004 годаТимо Хоффман —Кори Сандерс
- Место проведения:  «Мерцвекхалле», Дрезден, Саксония, Германия
- Результат: Победа Хоффмана по очкам единогласным решением судей в двенадцатираундовом бою
- Статус: Бой за звание интерконтинентального чемпиона мира по версии WBO
- Счет судей: 118—109, Хоффман, 117—111, Хоффман, 119—108, Хоффман
- Вес: Хоффман — 113,8 кг; Сандерс — 148,9 кг

Малоподвижный и, мягко говоря, не обладавший виртуозной боксёрской техникой Сандерс вряд ли мог рассчитывать на успех в данном бою. Однако Хоффман, ожидаемо выигравший по очкам, выглядел неубедительно — проявлял минимум активности в ринге и был предсказуем и однообразен в атакующих действиях. Одержать победу Тимо помог, главным образом, невысокий уровень мастерства соперника.
В декабре 2004 года в бою за титул чемпиона Европы по версии EBU Хоффман встретился с Луан Красничи. В итоге судьи посчитали, что поединок завершился вничью.

## 2005—2013
В мае 2009 года в бою за титул WBF Хоффман встретился с Франсуа Ботой. Бота выигрывал бой, в 11 раунде он послал Хофмана в нокдаун и победил раздельным решением судей.

## Факты
- Тимо Хоффман является первым из четырёх боксёров-профессионалов, которые выстояли против Виталия Кличко все 12 раундов.